# ニールイペック
ニールイペックフｒ（1988年5月30日生まれ、イズミル）;トルコのミュージシャン、歌手、タトゥーアーティスト。 

## 重要
イズミルでの幼少期と基礎教育の後、彼女は大学のためにイスタンブールに移りました。彼女はボアズィチ大学のガイダンスおよび心理カウンセリング学部を卒業しました。  さまざまなバンドで演奏した後、彼女はソロキャリアを開始し、2015年にファーストアルバムSabahをリリースしました。彼女はまた、映画やなどのテレビシリーズのテーマ曲を歌ったBir Aşk İki Hayat, Maral: En güzel Hikayemと4N1K ILK ASKを。    

## ディスコグラフィー
Discogsから取られたディスコグラフィー。 

### アルバム
- Sabah (2015)
- Sabah (Remix) (2016)
- Döngü (2017)
- Mektuplar (2020)

### EP
- mektuplar I (2020)
- mektuplar II (2020)

### シングル
- Gözleri Aşka Gülen (2018)
- Beraber (2018)
- Ok (2018)
- Defne (2018)
- Son Mektup (Bir Aşk İki Hayat Orijinal Film Müziği) (2019)
- Bildiğim Gibi (Deeprise ile) (2020)
- Yaprak (2020)
- Küçük Bir An (2020)

- Hacettepe University クリスタルディア 賞、最高の女性歌手 「 [9]